# Santa Rosa, New Mexico
Santa Rosa este o localitate, o municipalitate și sediul comitatului Guadalupe din statul New Mexico, Statele Unite ale Americii.